# امامزاده ازناو
امامزاده ازناو یا امامزاده عین و غین مربوط به دوره سلجوقیان است و در شهرستان همدان، شهرستان ملایر، روستای ازناو واقع شده و این اثر در تاریخ ۲۱ اردیبهشت ۱۳۷۶ با شمارهٔ ثبت ۱۸۶۷ به‌عنوان یکی از آثار ملی ایران به ثبت رسیده‌است.